# Jacques Lewa Leno
Pour les articles homonymes, voir Leno.
Jacques Lewa Leno est né le 29 août 1987 à Lewan, Gueckédou au sud de la république de Guinée.
Journaliste, il a été chroniqueur dans l’émission les Grandes Gueules d’Espace FM et TV.

## Biographie
De son vrai nom Jacques Leno, il est le benjamin de Bandabéla et de Sia Sitta Lolio Telliano.

## Parcours scolaires et universitaires
Il fait l’école primaire dans son village natal, Lewa, dans la sous-préfecture de Temessadou Djibo.
En 2000, il vient s'installer dans le centre-ville de Guekedou avant d’être contraint par la guerre à partir en décembre de la même année. Il part à Kissidougou, pour ne pas perdre l'année scolaire, mais il revient très vite poursuivre ses études au collège Sokoro et au lycée Josip Broz Tito, où il obtient son baccalauréat unique en 2007.
En 2008, après le baccalauréat, il s'inscrit à l’Institut supérieur de l'information et de la communication de Kountia, dans la préfecture de Coyah, avant d'obtenir un master en techniques des métiers de l'information à l'université Nazi-Boni de Bobo-Dioulasso au Burkina Faso en 2017.

## Parcours professionnel
Lauréat de sa promotion en 2010, il fait un stage à Familia FM en 2009 ; il trouve ensuite son premier emploi au groupe Gangan RTV en 2011. Il devient secrétaire général de la rédaction de la radio Gangan, puis rédacteur en chef du groupe en 2012.
En 2014, il démissionne pour rejoindre le groupe Hadafo Médias en tant que journaliste reporteur et cumulativement de 2017 au 4 janvier 2022, il était le rédacteur en chef de la télévision Espace TV,.
Le 4 janvier 2021, il devient directeur général et directeur de l'information d'Espace TV,.

## Plumes à Jacques Lewa Leno
Il est connu pour sa chronique La Plume à Jacques Lewa Leno, diffusée à la radio Espace et à la télévision, ainsi que dans d'autres médias qui essaient de mettre l'accent sur le peuple. 

## Ouvrages
- L'audiovisuel en Guinée, Contenus et défis, éditions L'Harmattan Guinée, 2022  (ISBN 9782343240077)